# Terray Károly
Terray Károly, Terray Károly András (Rozlozsnya, 1812. november 12. – Losonc, 1881. március 7.) képzőintézeti igazgató, líceumi tanár, filozófus.

## Élete
Szülei Terray Mihály (Rédova, 1772. szeptember 10. – Rozlozsnya, 1840. május 3.) Gömör megyei református pap és Honétzy Zsuzsanna. (Ozdin, 1780 – 1859). Terray Károly András tíz éves koráig otthon tanult, majd Rozsnyón, Nagyrőczén, s ismét Rozsnyón végezte a középiskoláit. Ezután Pozsonyban 3 évig a teológiát, majd két évig a filozófiát tanulta. Mivel állandóan kiváló tanuló volt, s ez utolsó négy év alatt az akkori idők legnagyobb evangélikus ösztöndíjat, a Róth-Teleky félét nyerte el, s ez által vált lehetővé tanulmányainak folytatása. Latin és német nyelvű önéletrajzában szépen írja le szüleinek vallásos családi életét, továbbá, hogy a magyarositás érdekében mily sokat tett atyja, s végül, hogy építette és miként gyűjtötte atyja a pénzt templomépítésre, s végül, mily hatást gyakorolt reá 1830-ban Pozsonyban V. Ferdinánd magyar király megkoronázása még I. Ferenc magyar király életében, mit közelről láthatott. Pozsonyban alkalma nyílt a 3 híres könyvtár tanulmányozására, s elsajátította anyanyelvén kívül a német, tót, francia, latin, görög és héber nyelvet is. 1835-ben tette le Pozsonyban és Tiszolcon a záróvizsgákat elsőrendű eredménnyel. Ezután 3 évig nevelő volt Harkácson Draskóczy Sámuel híres alispán gyermekeinél. Ezután két végi Rozsnyón volt tanár, majd Eperjesen 1 évig. 1841-ben tanulmányútra ment, s Ausztriában, Baden-Württembergben, Svájcban és Berlinben is tanult közel két és fél évig. Eljutott Franciaország keleti részébe is. Hazatérése után a Losonci ág. ev. gymnázium főtanára lett 1843. januárban, s ott maradt 1849-ig. Az 1849-es év nyarán Nagyrőczén volt családjával, amikor az oroszok átvonultak Losoncon, s bosszúból a várost 1849. augusztus 8-án este felgyújtották. Teljesen kirabolták a várost, s aztán felgyújtották. Terray Károlyéknak mindenük elpusztult, mert még az iskolaépület is leégett a lakással együtt, úgy, hogy semmi remény sem maradt annak újbóli felépítésére. Terray Károly és családja koldussá vált, legjobban szép könyvtárát, s nagybecsű levelezését sajnálta, mit kora hazai és külföldi tudósaival folytatott, így pótolhatatlan értéket képviselt. A szabadságharc végén Görgey Artúr megbízásából fontos feladatot teljesített. Az ő közvetítésével jött létre ideiglenes tűzszünet a magyar honvédség és a szlovák felkelők között. Az 1849/50-es telet Nagyrőce mellett töltötték, ahol Adriányi és Bartóffy rokonaik adtak menedéket nekik. Majd 1850. június 20-án Osgyán városka ág. ev. gymnáziumának lett igazgatója. 1853. szeptember 1-én egyesült a rimaszombati ref. gymnáziummal az osgyáni iskola, amelynek alapító igazgatója volt 1853–54-ben, majd ezen rimaszombati iskola tanára (1857–1860), később igazgatója lett (1865–1866), s emelte hírét messze földön. Rimaszombaton magyart, németet, latint és görögöt tanított. 1853-ban Körmondattan címmel nyelvtankönyvet publikált. Itt érte 14 év működés után br. Eötvös József miniszter meghívása a losonci állami tanítóképezde igazgatói állására (1869–1881), melyet haláláig töltött be. Halála után özvegye, Adriányi Lujza, 350 forint. nyugdíjat kapott. Kölcsey Ferenc barátja volt, leveleztek, 1838-ban epigrammát írt a Himnusz költőjének halálakor, „Kölcsey felett. Kis Cseke! nagyszerű emlékét örökíteni pótló Sirkövet ah! ne emelj Kölcsey hantja felett. Sírköve a' haza lesz, mig a' magyar él, halad, érez, És emlékiratot vés örök érdeme rá.” Kölcsey Antónia naplója. 1838. Lázári. November 5. Kölcsey Ferenc Szatmári követként rendszeresen járt Pozsonyba, meglátogatva a Társalkodási Egylet ifjúit, ahol több napot is eltöltött. Ennek a körnek tagjai voltak Szemere Bertalan, Pulszky Ferenc, Terray Károly. Ez alkalommal írta Kölcsey Ferenc 1834. június 14-én írt versét Terray Károly emlékkönyvébe. „Négy szócskát üzenek, vésd jól kebeledbe, s fiadnak // Hagyd, ha kihúnysz örökűl, A HAZA MINDEN ELŐTT” Minden irodalmi mozgalomnak lelkes tényezője volt; így a Sajóvölgyi Társaságnak egyik előmozdítója és az Almanach Társaságnak részvényese és gyűjtője. Erdélyi Jánossal, akivel Sárospatakon tanult, szoros baráti viszonyt folytatott és vele levelezett 1837-től 1840-ig (ezen leveleket egy időben fia, Erdélyi Pál őrizte).
Költeményei és cikkei jelentek meg az Athenaeumban (1838. költ., 1842. II. Vázlata Schelling philosophiájának s valami nevelésünk ügyében, Paedagogiai töredékek); a Nógrádi ünnepély Losonczon 1843. jún. 30. és 1844. jún. 19. c. gyűjteményes munkában (I. A tudományosság mezején munkálkodók közti eszmecserélésnek szükségéről, II. Metaphysikai előzmények); a Sárospataki Füzetekben (IV. 1860. Értesítés a rimaszombati egyesült prot. gymnasium 1859–60. tanévről); a rimaszombati prot. gymnasium Értesítőjében (1866. Egy öreg tanár naplójából); a magyar orvosok és természetvizsgálók Munkálataiban (XII. 1868. Wallaszky Pál emlékezete).

## Munkái
- Gyászdal, melyet Zsigmondy Sámuel úrnak emlékezetére szentelt a magyar tanuló ifjuság. Pozsony, 1833.
- Emlékbeszéd, melyet Kazinczy Ferencz évszázados születésnapján okt. 27. 1859. a rimaszombati gymnasium nagytermében felolvasott. Rimaszombat, 1859.